# 管弦楽のための協奏曲 (大栗裕)
管弦楽のための協奏曲（かんげんがくのためのきょうそうきょく Concerto for Orchestra）は、大栗裕が1970年に作曲した管弦楽曲。「オーケストラのための協奏曲」とも表記される。

## 概要
指揮者朝比奈隆の渡欧演奏のために作曲。新古典主義的な音楽だが、コンチェルト・グロッソの要素はみられず、和的モチーフとリズムによる三楽章である。

## 初演
1971年1月7日旧東ドイツ、ワイマールにて、朝比奈隆指揮、ワイマール国立歌劇場管弦楽団の演奏で初演され、その後1月14日、15日コトブス、2月16日、17日エアフルト、3月1日、2日ドルトムントで再演された。日本初演は2018年7月11日神戸国際会館こくさいホールにて、秋山和慶指揮、大阪フィルハーモニー交響楽団。

## 楽器編成
フルート3 (3番はPicc.持替)、オーボエ2 (2番はCI持替)、クラリネット2 (2番はBｰCl持替)、ファゴット2、ホルン4、トランペット3、トロンボーン3、チューバ、ティンパニ、打楽器（Tamb.milit., xyl, Glocken, tri, G.C., Piatto, Cymb., Tam-tam）、チェレスタ、ハープ、弦5部

## 楽曲
曲は3楽章からなり、演奏時間は約15分。
第一楽章は、Andanteの序奏と、Allegroで始まる3つの音楽からなる。第二楽章は、変奏曲形式で10部から構成されている。第三楽章は序奏とコーダを持つ三部形式で、中間部にトリオがある長い楽章。